# غنبد (صوماي برادوست)
غنبد هي قرية في مقاطعة أرومية، إيران. يقدر عدد سكانها بـ 761 نسمة بحسب إحصاء 2016.